# Baş Göynük
Baş Göynük è un comune dell'Azerbaigian situato nel distretto di Şəki. Conta una popolazione di 6 994 abitanti.